# Velarifictorus affinis
Velarifictorus affinis är en insektsart som först beskrevs av Lucien Chopard 1948.  Velarifictorus affinis ingår i släktet Velarifictorus och familjen syrsor. Inga underarter finns listade i Catalogue of Life.